# 국무회의 의장 (프랑스)
프랑스에서 국무회의 의장(président du Conseil, 공식명: président du Conseil des ministres)은 19세기부터 20세기까지 프랑스의 여러 정치 체제에서 정부수반을 맡던 직함을 일컫는다. 프랑스 제5공화국의 수립 이후, 국무회의 의장의 역할은 총리가 지니게 되었다. (1958년 10월 4일 헌법 21조)

## 설명
국무회의 의장이라는 명칭은 1815년 왕정복고 시기, 탈레랑에 의해 처음으로 사용되었다. 헌법상으로 국무회의에서 의장을 맡는 이는 왕이었다. "회의 의장"은 필요할 때마다 왕을 대신했다. 실질적으로 국무회의 의장은 루이 18세가 1821년 드카즈에게 보낸 편지에서 "핵심은 왕이 아니오. 국무회의 의장이야말로 핵심이오"라고 선언했을 때부터 주요한 역할을 맡았다.
국무회의 의장으로 가장 오래 임명된 인물은 바로 7월 왕정 시기 세 차례 정부 수반을 맡은 장드디외 술트로, 총 9년 3개월 17일 동안 의장직을 지냈으며 그 중 6년 10개월 20일은 교체되지 않고 계속 의장직에 머무른 시기이다.
제3공화국의 초대 국무회의 의장은 1876년 임명된 쥘 뒤포르이다. 1871년부터 1876년까지 정부 수반은 실질적으로 대통령(아돌프 티에르, 이후 마크 마옹 장군)이 임명한 국무회의 부의장이 맡았다. 1876년 총선 이후 내각과 대통령은 정치적으로 대립하였는데, 국무회의 의장직은 이 같은 배경에서 다시 만들어졌다.
제3공화국 헌법은 모든 행정권을 공화국 대통령에게 주었기에, 국무회의 의장은 결코 공식 직함이 아니었다. 기이하게도 내각의 다른 구성원이 "국무회의 의장"이라는 직함을 달고 논쟁을 벌임에도 대통령은 엘리제궁에서 직무를 볼 국무회의 의장의 임명을 계속했다.
1934년까지 국무회의 의장은 내각에서 다른 직무를 맡으면서 의장직을 겸직했는데, 왜냐하면 국무회의 의장이라는 직함은 "비공식적" 정부수반이었으며, 그렇기에 이 직함 단독으로는 각료도 조직 구성원도 아니었기 때문이다.
국무회의 의장은 소속당과 연정당에서부터 각료 명단을 뽑아 이를 대통령에게 추천했는데, 이 과정은 충분히 간략했다. 이렇게 형성된 연정은 명단에 들어간 이들이 특정 정부 정책에 반대하며 탈당하기도 했기에 불안정할 수밖에 없었다. 그렇기에 각료로 뽑힌 이는 상원과 하원에서 각료 신임 투표를 하게 되었다.
제4공화국의 1946년 헌법에는 국무회의 의장에게 행정권이 위임되었으나, 한편 "공화국 대통령이 국무회의 의장을 임명한다"고도 명시되었다.
제5공화국의 1958년 헌법은 이 기이한 직함을 없애는 대신 정부 수반에게 총리(Premier ministre)라는 직함을 주고, 국무회의 의장의 역할은 공화국 대통령이 지니도록 하였다.

## 같이 보기
- 프랑스 총리
- 프랑스 정부 수반 목록